# Erik Schäffler
Erik Schäffler (* 1961 in Schwäbisch Gmünd) ist ein deutscher Schauspieler, Synchronsprecher, Produzent, Theaterautor, Regisseur sowie Werbe-, Hörspiel- und Hörbuchsprecher.

## Leben und Karriere (Auswahl)
Schäffler spricht fließend Spanisch und Englisch. Er ist unter anderem der Standardsprecher von Jeremy Clarkson in Top Gear, The Grand Tour und Clarkson’s Farm. Weiterhin spricht er TV-Dokumentationen wie etwa Banken, Banker, Bankster (ARTE, 2012). In den Anime-Serien Naruto, Naruto Shippuden und Boruto: Naruto Next Generations synchronisiert er den Charakter Orochimaru.
Er war Synchronsprecher von Robert Lindsay (als Captain Sir Edward Pellew) in der Mini-TV-Serie Hornblower von 1998 bis 2003.
Seit 1997 wirkt Schäffler regelmäßig an der Vertonung von Video- und Computerspielen mit. Bekannt ist er dabei vor allem für seine Rolle als Commander Shepard in den deutschen Versionen der Videospiele Mass Effect 2 und Mass Effect 3 oder die Rolle des Sgt. Zach Hammond im ersten Dead Space aus dem Jahr 2008. In dem Spiel Crysis leiht er einem Marine seine Stimme sowie Astar Vox, einem Söldner in dem Spiel Star Wars The Old Republic. Er hat im von Valve entwickelten Spiel Left 4 Dead 2 Nick auf Deutsch gesprochen. Im Jahr 2022 lieh er in Return to Monkey Island dem Antagonisten LeChuck seine Stimme. Zudem führt er bei den Synchronarbeiten auch oft selbst Regie, so beispielsweise 2017 bei Mass Effect: Andromeda und 2022 im Horror-Spiel Martha is Dead. Er hat seit seiner ersten Rolle mindestens 150 Spiele mitsynchronisiert und gilt damit als einer der meistbeschäftigten deutschen Synchronsprecher im Videospielbereich.
Einem breiteren Publikum ist er als Schauspieler in Folgen des Großstadtreviers, Tatorts oder der Küstenwache bekannt. 2013 spielte Schäffler im Film Art Girls von Robert Bramkamp mit, 2015 war er als Jonas in Riverbanks von Panos Karkanevatos zu sehen.
Ab Folge 126 übernahm er die Rolle des Teufels Asmodis in der Hörspielreihe Geisterjäger John Sinclair. Die Figur war zuvor von Bernd Rumpf gesprochen worden.
In der Europa-Hörspielserie Die drei ??? spricht er seit Folge 217 die Rolle des Onkel Titus. Die vorherigen Sprecher waren Andreas E. Beurmann und Rüdiger Schulzki.
Schäffler lebt seit 1991 in Hamburg und ist Vater von zwei Kindern. Er spielt Saxophon, Schlagzeug und Gitarre.

## Hörspiele und Features (Auswahl)
- 2006: Beate Ziegs: Requiem für eine Geliebte – Der lange Abschied von der Zigarette – Regie: Beate Ziegs (Feature – NDR)
- 2009: als Feuerspucker in Die drei ??? Kids Folge 6 – Gefahr im Gruselgarten – Regie: Ulf Blanck (Europa)
- seit 2009: als Herr Kaiser in Teufelskicker – Regie: Thomas Karallus (Europa)
- 2017: H2O – Plötzlich Meerjungfrau Vol. 10: Nerviger Besuch / Der perfekte Köder, Happy Kids Verlag & BookBeat
- seit 2018: als Asmodis in Jason Dark: Geisterjäger John Sinclair – Regie: Dennis Ehrhardt (Lübbe Audio)
- 2020: als Asmodis in Jason Dark: Geisterjäger John Sinclair Sonderedition – Die Blutorgel – Regie: Dennis Ehrhardt (Lübbe Audio), ISBN 978-3-7857-5780-2
- seit 2022: als Onkel Titus in Die drei ??? (ab Folge 217) – Regie: Heikedine Körting (Europa)

## Hörbücher (Auswahl)
- 2016: Jodi Picoult: Die Spuren meiner Mutter (gemeinsam mit Barbara Auer, Leonie Landa und Ulrike Johannson), der Hörverlag – ISBN 978-3-8445-2331-7
- 2023 (Audible): Stuart MacBride: In Blut verbunden

## Theater (Auswahl)
- Tyll als Theaterstück in der Bühnenfassung und Regie von Erik Schäffler hatte im August 2020 im Ernst-Deutsch-Theater in Hamburg Premiere.[3]

## Synchronisation (Auswahl)
- seit 2002: Orochimaru (Wakako Matsumotoin) in Naruto, Naruto Shipuuden und Boruto: Naruto Next Generations
- 2009–2013: Levar Brown (Craig Robinson) in The Cleveland Show
- 2014: Ian (Bruce Blain) in Leprechaun: Origins
- 2015: Gabriels Vater (Manuel Husson) in Bang Gang – Die Geschichte einer Jugend ohne Tabus
- 2016: Dondinho (Seu Jorge) in Pelé – Der Film
- 2025: Garterbelt (Kōji Ishii) in Panty & Stocking with Garterbelt

## Videospiele (Auswahl)
- 2000: Baldur’s Gate II: Schatten von Amn[4]
- 2000: Flucht von Monkey Island als Marco de Pollo, Estaban
- 2001: Harry Potter und der Stein der Weisen als Professor Quirrell
- 2002: Harry Potter und die Kammer des Schreckens als Gilderoy Lockhart
- 2003: Freelancer als Dexter[5]
- 2003: Black Mirror als Mark
- 2004: Baldur’s Gate: Dark Alliance 2 als Borador Goldhand
- 2004: DOOM 3[6] (Synchro 2012)
- 2004: Sherlock Holmes: Das Geheimnis des silbernen Ohrrings als Hunter, Lamb u. a.[7]
- 2004: Der Herr der Ringe: Die Schlacht um Mittelerde als Tutorialsprecher[8]
- 2006: Der Pate als Paulie Gatto[9]
- 2008: Dead Space als Sgt. Zach Hammond[10]
- 2009: Black Mirror 2 als Fuller, Mordred u. a.
- 2009: Dragon Age: Origins[11]
- 2009: Left 4 Dead 2 als Nick
- 2010: Mass Effect 2 als Commander Shepard
- 2010: Dragon Age: Origins – Awakening[12]
- 2010: Call of Duty: Black Ops als Dragovich[13]
- 2011: Black Mirror 3 als Mordred
- 2011: Portal 2 als Abenteuereinheit[14]
- 2011: Rage als Sheriff Black, General Cross[15]
- 2011: The Elder Scrolls V: Skyrim als Hadvar
- 2012: Mass Effect 3 als Commander Shepard
- 2012: Diablo III[16]
- 2012: Dishonored: Die Maske des Zorns als Wachoffiziere, Aufseher[17]
- 2012: Lucius als Charles[18]
- 2014: Das Schwarze Auge: Blackguards als Männlicher Held[19]
- 2014: Risen 3: Titan Lords als Edward
- 2014: Randal's Monday als Hotdogverkäufer
- 2015: Fallout 4 als Captain Kells[20]
- 2016: XCOM 2 als Central
- 2016: Deus Ex: Mankind Divided als Talos Rucker[21]
- 2017: Black Mirror als Edward Gordon, Sir Drummond Gordon
- 2019: Close to the Sun als Aubrey
- 2020: DOOM: Eternal[22]
- 2020: The Last of Us Part 2 als Seth[23]
- 2022: ELEX 2 als Thialg
- 2022: The Quarry als Chris Hackett[24]
- 2022: A Plague Tale: Requiem als Magister Vaudin
- 2022: Call of Duty: Modern Warfare II als Simon „Ghost“ Riley
- 2022: Return to Monkey Island als LeChuck
- 2023: Resident Evil 4 als Albert Wesker[25]
- 2023: Redfall als Zivilist
- 2023: Starfield als Dr. Titus Cassidy
- 2024: Dragon Age: The Veilguard als Elgar'nan